# Українська фондова біржа
ПрАТ «Українська фондова біржа» (УФБ) — фондова біржа цінних паперів України, перший створений в Україні біржовий ринок цінних паперів.
Зареєстрована 29 жовтня 1991 року.
Акціонерне товариство приватного типу, статутний фонд якого розподілений на 2000 простих іменних акцій і становить 15 400 000,00 грн.
Здійснює діяльність з організації торгівлі на фондовому ринку на підставі Ліцензії серії АВ № 581214 від 26 квітня 2011 року.
З червня 1998 року по квітень 2008 року мала статус саморегулівної організації. Член Виконавчого комітету Федерації євро-азійських фондових бірж.
Має 2 філії: в Івано-Франківську і Харкові.
УФБ відігравала важливу роль в процесах приватизації в Україні. У 1993 році саме на ній почалася грошова приватизація із застосуванням біржового механізму ціноутворення.
На сьогодні роль УФБ на фондовому ринку України істотно знизилася. Лідерство перейшло спершу до ПФТС, а потім до Української біржі.
Станом на кінець серпня 2007:
- У лістингу перебувало 77 позицій, що включають акції, облігації, опціони.
- Членство мали 111 брокерські контори.
- Квартальний (тримісячний) оборот коливається близько 30 млн. грн. (близько 6 млн доларів США). При цьому 90% суми зазвичай складають 10 найбільших угод.
- Торги проводяться нерегулярно. За перше півріччя 2007 року було всього 8 торгових сесій. Основу торгів становить продаж приватизованих пакетів акцій. На ринок корпоративних облігацій, вторинний ринок і ринок деривативів довелося лише 0,12% обороту.